# طبقات قاریان
طبقات قاریان به گروه‌بندی قاریان قرآن از دوران صدر اسلام تا قرون متأخر گفته می‌شود. در این طبقه‌بندی، قاریان قرآن در هشت گروه جای می‌گیرند.

## دلیل تقسیم‌بندی
قاریان به ضبط اولیه قرآن و نص اصلی آن شناخت و آگاهی کافی داشته‌اند و قرائت‌های مقبول نزد آنان اعتبار و اهمیت خاصی داشته است. با آغاز قرن چهارم زمان اختناق و فشار سیاسی فرا رسید و باب بررسی آزاد، انتخاب و اختیار قرائت بسته شد. بر این اساس، قاریان از صدر اسلام تا قرن چهارم هجری، به هشت طبقه تقسیم شده‌اند.

### دلایل دیگری که در باب اختلاف در قرائت مطرح است
- تازگی خط و کاربرد آن، به آن نحو که مقارن با عصر پیامبر، خط تولد یافت که قاعدتاً دارای مشکلات زیادی بود، از جمله نداشتن اعراب و نقطه به‌گونه‌ای که تلاوت آیات بسته به نظر شخصی، متفاوت می‌شد
- نبودن «الف» در بین کلمات عامل محدودکننده دیگری بود که اختلاف در نحوه تلاوت را شامل می‌شد
- اجتهاد و نظر شخصی قاریان
- اختلاف در لهجه‌ها. هر نقطه از کره خاکی، آداب و رسوم خاصی داشتند که با فرهنگ قومی قبیله‌ای ارتباط نزدیک داشته، زبان و لهجه از وسایل اصلی هر نژاد و قوم است ازجمله در عربستان که در تلاوت آیات، دچار یک تفاوت بودند و آن داشتن لهجه بود.

در همین راستا قاریان مواجه بودند با تقاضای افراد درخصوص تلاوت مثلاً قرائت ابن‌عباس یا زید بن ثابت و… و از همین‌جا اختلاف در قرائت آیات پدید آمد.

## طبقه اول قاریان: صحابه
نخستین طبقه از قاریان، همان صحابه هستند که قرآن را مستقیماً از خود پیامبر اسلام آموختند. جمعی از اینان قاری قرآن بودند و عده‌ای دیگر نیز همه قرآن را جمع‌آوری کرده بودند؛ از جمله آنها می‌توان معاذ بن جبل، سالم مولی ابی‌حذیفه و زنی به نام ام ورقه دختر عبدالله بن حارث است.

### افراد مشهور طبقه اول
- علی ابن ابی‌طالب
- عبدالله بن مسعود
- ابی بن کعب
- ابودرداء عامر (عویمر) بن زید خزرجی
- زید بن ثابت
- ابوموسی اشعری
- زید بن حارثه

## طبقه دوم قاریان: تابعان
طبقه دوم قاریان کسانی هستند که مدت کمی از حیات پیامبر را درک کرده، ولی قرآن را از صحابه نخستین فراگرفته‌اند؛ بنابراین، از شاگردان طبقه اول و تابعان به‌شمار می‌آیند. معروف‌ترین آنها در شهرهای مکه، مدینه، کوفه، بصره و شام حوزه‌های قرائت داشتند و قرآن را آموزش می‌دادند. در این پنج شهر، مصاحف عثمانی وجود داشت.

### افراد مشهور طبقه دوم
- عبدالله بن عباس
- ابوالأسود دؤلی
- علقمة بن قیس نخعی کوفی
- عبدالله بن سائب مخزومی
- اسود بن یزید نخعی کوفی
- ابوعبدالرحمان عبدالله بن حبیب سلمی
- مسروق بن اجدع همدانی
- عبدالله بن عیاش مخزومی
- زرّ بن حبیش اسدی
- ابوالعالیه رفیع بن مهران ریاحی
- عبید بن فضیله خزاعی کوفی
- ابو میسره عمرو بن شرحبیل همدانی کوفی

## طبقه سوم قاریان: راویان
قاریانی که زمان حیات پیامبر را درک نکرده و قرآن را از صحابه یا تابعان آموخته‌اند. این افراد جزو مرتبه دوم تابعان محسوب می‌شوند.
هفت تن از افراد این طبقه به قدری میان مردم شهرت پیدا کردند که شهرتشات باعث شد دیگران را تحت‌الشعاع قرار بدهند. این افراد به قاریان هفتگانه معروف هستند.

### افراد مشهور طبقه سوم
- سعید بن جبیر
- مجاهد بن جبر مکی
- نصر بن عاصم لیثی
- یحیی بن وثاب اسدی
- مسلم بن جندب
- طلحة بن مصرف
- عبدالرحمان بن هرمز مدنی اعرج
- عبدالله بن عامر یحصبی
- ابوسلیمان یحیی بن یعمر بصری
- عبدالله بن کثیر
- محمد بن عبدالرحمان ابن‌محیض سهمی
- عاصم بن بهدله ابی‌النجود اسدی کوفی
- شیبة بن نصاح مدنی
- حمید بن قیس مکی
- یزید بن قعقاع
- یزید بن رومان مدنی
- حمران بن اعین شیبانی

## طبقه چهارم قاریان: روایت از راویان
افرادی که در این دسته جای می‌گیرند، خود شاگردان و راویان طبقه سوم بوده‌اند.

### افراد مشهور طبقه چهارم
- آبان بن تغلب بن رباح ابوسعید بکری جریری
- سلیمان بن مهران اعمش
- ابوعمرو بن علاء مازنی
- یحیی بن حارث ذماری
- نافع بن عبدالرحمان ابونعیم
- حمزة بن حبیب زیات
- عیسی بن عمر همدانی
- ابوحارث عیسی بن وردان مدنی حذاء
- سلیمان بن مسلم بن جماز، ابوالربیع زهری مدنی
- ابوالحسن علی بن حمزة بن عبدالله بن بهمن بن فیروز کسائی
- سلام بن سلیمان ابو منذر مزنی بصری
- ابوبکر شعبة بن عیاش اسدی
- سلیم بن عیسی، ابوعیسی
- حفص بن سلیمان اسدی کوفی
- اسماعیل بن عبدالله بن قسطنطین ابواسحاق مخزومی
- اسماعیل بن جعفر انصاری[۹][۱۰][۱۱]

## طبقه پنجم قاریان: اهل تألیف و قلم
طبقه پنجم قاریان، اهل بحث و تالیفند و چنان‌که گفته‌اند، اول کسی که در قرائت به تألیف دست زد، ابوعبید قاسم بن سلام است. پس از او به ترتیب تقدم، احمد بن جبیر کوفی، اسماعیل بن اسحاق مالکی از اصحاب قالون راوی، ابوجعفر بن جریر طبری راجونی و مجاهد قرار دارند.
پس از اینان دامنه بحث و تحقیق گسترده‌تر شد و افرادی همچون دانی و شاطبی، کتاب‌ها و رسائل بی شماری را به نظم و نثر نوشتند.

### افراد مشهور طبقه پنجم
- ابومحمد اسحاق بن محمد مسیبی مخزومی
- ایوب بن متوکل بصری
- یحیی بن مبارک یزیدی
- عثمان بن سعید ابوسعید مصری
- قالون، ابوموسی عیسی بن مینا
- یعقوب بن اسحاق حضرمی
- ابویوسف اعشی یعقوب بن محمد کوفی
- شجاع بن ابی نصر بلخی
- حسین بن علی جعفی کوفی
- ابواحمد عبدالله بن صالح عجلی کوفی
- یحیی بن آدم امام ابوزکریا قرشی کوفی
- ابومحمد، عبدالله بن موسی عبسی کوفی[۱۳][۱۴]

## طبقه ششم قاریان

### افراد مشهور طبقه ششم
- ابوعبید قاسم بن سلام
- خلاد بن خالد
- خلف بن هشام بزار
- روح بن عبدالمؤمن هذلی
- ابوعبدالله محمد بن متوکل لؤلؤی بصری معروف به رویس
- ابویعقوب اسحاق بن ابراهیم مروزی
- لیث بن خالد
- ابویعقوب ارزق یوسف بن عمرو
- ابن ذکوان عبدالله بن احمد ابوعمرو دمشقی
- احمد بن محمد قواس
- ابوعمر دوری حفص بن عمر ازدی
- ابوالحسن احمد بن محمد بزی
- ابوالحسن مقری احمد بن یزید حلوانی
- ابونشیط محمد بن هارون مروزی
- محمد بن عیسی
- ابوالولید هشام بن عمار سلمی
- ابوجعفر احمد بن جبیر کوفی
- ابوشعیب صالح بن زیاد سوسی
- فضل بن شاذان بن عیسی[۱۵][۱۶]

## طبقه هفتم قاریان

### افراد مشهور طبقه هفتم
- محمد بن یحیی کسائی صغیر
- ابوعمر محمد بن عبدالرحمان مشهور به قنبل
- ابوایوب سلیمان بن یحیی ضبی بغدادی
- ابومحمد قاسم بن احمد خیاط تمیمی کوفی
- هارون بن موسی بن شریک اخفش
- ابوالحسن ادریس بن عبدالکریم حداد بغدادی
- جعفر بن عبدالله انصاری اصفهانی
- محمد بن عبدالرحیم اصفهانی
- ابوعبدالله حسین بن علی بن حماد بن مهران رازی
- ابوجعفر احمد بن فرح بن جبرئیل بغدادی
- ابوالفضل جعفر بن محمد بن اسد ضریر نصیبی
- ابوالعباس احمد بن سهل بن فیروزان
- ابوبکر بن عبدالله بن مالک معروف به ابن سیف
- ابومحمد اسحاق بن احمد خزاعی مکی
- عباس بن فضل بن شاذان رازی
- موسی بن جریر بن عمران رقی
- محمد بن هارون بن نافع تمار
- حسن بن حسین بن علی صواف بغدادی
- ابوجعفر محمد بن جریر طبری
- ابوبکر حسن بن علی علاف بغدادی[۱۷][۱۸]

## طبقه هشتم قاریان
طبقه هشتم قاریان، در اواخر قرن سوم و اوایل قرن چهارم می‌زیسته‌اند. اینان واپسین کسانی هستند که قرائتی مستقل داشتند.

### افراد مشهور طبقه هشتم
- الزینبی: ابوبکر محمد بن سلیمان هاشمی بغدادی
- نفطویه: ابوعبدالله ابراهیم بن محمد بن عرفه عتکی واسطی
- ابن مجاهد: ابوبکر احمد بن موسی بن عباس بغدادی عطشی
- دجوانی کبیر: ابوبکر محمد بن احمد ضریر
- موسی بن عبید الله بن یحیی بن خاقان
- ابوبکر احمد بن محمد بن اسماعیل آدمی معروف به حمزی
- ابن شنبوذ: ابوالحسن محمد بن احمد بغدادی
- ابن انباری: ابوبکر محمد بن قاسم نحوی بغدادی
- ابواسحاق: ابراهیم بن عبدالرزاق انطاکی
- جعفر بن ابی داوود: ابوالفضل نیشابوری
- احمد بن یعقوب تائب: ابوالطیب انطاکی
- محمد بن نضر: ابوالحسن ابن اخرم ربعی دمشقی
- ابوالحسین احمد بن عثمان بن بویان
- احمد بن عثمان: ابوبکر ربعی بغدادی
- محمد بن احمد: ابوعبدالله کسائی اصبهانی
- عبدالواحد بن عمر: ابوطاهر بغدادی
- محمد بن حسن بن محمد: ابوبکر نقاش موصلی بغدادی
- بکار بن احمد بن بکار: ابوعیسی بغدادی
- ابن مقسم: امام ابوبکر محمد بن حسن بن یعقوب بغدادی
- احمد بن عباس
- زید بن علی بن احمد: ابوالقاسم عجلی کوفی
- احمد بن عبدالعزیز: ابوالفتح ابن بدهن بغدادی
- ابوعمران: موسی بن عبدالرحمان صباغ بیروتی
- محمد بن عبدالله بن اشته: ابوبکر نحوی اصبهانی
- علی بن محمد: ابوالحسن هاشمی
- عبدالله بن حسن: ابوالقاسم نخاس بغدادی
- حسن بن سعید (مطوعی): ابوالعباس عبادانی
- احمد بن نصر: ابوبکر شذائی بصری
- عبدالله بن حسین ابن سحنون: ابواحمد سامری بغدادی
- محمد بن احمد بن ابراهیم: ابوالفرج شنبوذی بغدادی[۱۸]